# Indian Wells Open 2017
L'Indian Wells Open 2017, noto come BNP Paribas Open per motivi di sponsorizzazione, è stato un torneo di tennis giocato su campi in cemento. È stata la 44ª edizione maschile dell'Indian Wells Open e faceva parte parte della categoria ATP Tour Masters 1000 nell'ambito dell'ATP World Tour 2017, e la 29ª edizione femminile, parte della categoria Premier Mandatory nell'ambito del WTA Tour 2017. Sia il torneo maschile che quello femminile si sono tenuti all'Indian Wells Tennis Garden di Indian Wells, negli Stati Uniti, dal 6 al 19 marzo 2017.

## Partecipanti ATP

### Teste di serie
| Nazionalità | Giocatore             | Ranking* | Testa di serie |
| ----------- | --------------------- | -------- | -------------- |
| Regno Unito | Andy Murray           | 1        | 1              |
| Serbia      | Novak Đoković         | 2        | 2              |
| Svizzera    | Stan Wawrinka         | 3        | 3              |
| Giappone    | Kei Nishikori         | 5        | 4              |
| Spagna      | Rafael Nadal          | 6        | 5              |
| Croazia     | Marin Čilić           | 7        | 6              |
| Francia     | Jo-Wilfried Tsonga    | 8        | 7              |
| Austria     | Dominic Thiem         | 9        | 8              |
| Svizzera    | Roger Federer         | 10       | 9              |
| Francia     | Gaël Monfils          | 11       | 10             |
| Belgio      | David Goffin          | 12       | 11             |
| Bulgaria    | Grigor Dimitrov       | 13       | 12             |
| Rep. Ceca   | Tomáš Berdych         | 14       | 13             |
| Francia     | Lucas Pouille         | 15       | 14             |
| Australia   | Nick Kyrgios          | 16       | 15             |
| Spagna      | Roberto Bautista Agut | 17       | 16             |
| Stati Uniti | Jack Sock             | 18       | 17             |
| Francia     | Richard Gasquet       | 19       | 18             |
| Germania    | Alexander Zverev      | 20       | 19             |
| Croazia     | Ivo Karlović          | 21       | 20             |
| Stati Uniti | John Isner            | 22       | 21             |
| Spagna      | Pablo Carreño Busta   | 23       | 22             |
| Spagna      | Albert Ramos Viñolas  | 24       | 23             |
| Stati Uniti | Steve Johnson         | 26       | 24             |
| Lussemburgo | Gilles Müller         | 27       | 25             |
| Spagna      | Fernando Verdasco     | 28       | 26             |
| Stati Uniti | Sam Querrey           | 29       | 27             |
| Germania    | Philipp Kohlschreiber | 30       | 28             |
| Germania    | Miša Zverev           | 32       | 29             |
| Spagna      | Feliciano López       | 33       | 30             |
| Argentina   | Juan Martín del Potro | 34       | 31             |
| Spagna      | Marcel Granollers     | 35       | 32             |

* Ranking al 27 febbraio 2017.

### Altri partecipanti
I seguenti giocatori hanno ricevuto una wild card per il tabellone principale:
- Bjorn Fratangelo
- Taylor Fritz
- Stefan Kozlov
- Reilly Opelka
- Frances Tiafoe

I seguenti giocatori sono entrati in tabellone con il ranking protetto:
- Tommy Robredo
- Dmitrij Tursunov

I seguenti giocatori sono entrati nel tabellone principale passando dalle qualificazioni:

- Radu Albot
- Nikoloz Basilašvili
- Julien Benneteau
- Marius Copil
- Federico Gaio
- Santiago Giraldo
- Peter Gojowczyk
- Darian King
- Dušan Lajović
- Henri Laaksonen
- Vasek Pospisil
- Elias Ymer

I seguenti giocatori sono entrati in tabellone come lucky loser:
- Yoshihito Nishioka
- Michail Kukuškin

## Partecipanti WTA

### Teste di serie
| Nazionalità | Giocatrici               | Ranking | Testa di serie* |
| ----------- | ------------------------ | ------- | --------------- |
| Stati Uniti | Serena Williams          | 1       | 1               |
| Germania    | Angelique Kerber         | 2       | 2               |
| Rep. Ceca   | Karolína Plíšková        | 3       | 3               |
| Romania     | Simona Halep             | 4       | 4               |
| Slovacchia  | Dominika Cibulková       | 5       | 5               |
| Polonia     | Agnieszka Radwańska      | 6       | 6               |
| Spagna      | Garbiñe Muguruza         | 7       | 7               |
| Russia      | Svetlana Kuznecova       | 8       | 8               |
| Stati Uniti | Madison Keys             | 9       | 9               |
| Ucraina     | Elina Svitolina          | 10      | 10              |
| Regno Unito | Johanna Konta            | 11      | 11              |
| Stati Uniti | Venus Williams           | 13      | 12              |
| Danimarca   | Caroline Wozniacki       | 14      | 13              |
| Russia      | Elena Vesnina            | 15      | 14              |
| Svizzera    | Timea Bacsinszky         | 16      | 15              |
| Australia   | Samantha Stosur          | 18      | 16              |
| Rep. Ceca   | Barbora Strýcová         | 19      | 17              |
| Paesi Bassi | Kiki Bertens             | 20      | 18              |
| Russia      | Anastasija Pavljučenkova | 21      | 19              |
| Stati Uniti | Coco Vandeweghe          | 22      | 20              |
| Francia     | Caroline Garcia          | 23      | 21              |
| Lettonia    | Anastasija Sevastova     | 24      | 22              |
| Spagna      | Carla Suárez Navarro     | 25      | 23              |
| Australia   | Dar'ja Gavrilova         | 26      | 24              |
| Ungheria    | Tímea Babos              | 27      | 25              |
| Italia      | Roberta Vinci            | 28      | 26              |
| Kazakistan  | Julija Putinceva         | 29      | 27              |
| Francia     | Kristina Mladenovic      | 30      | 28              |
| Romania     | Irina-Camelia Begu       | 31      | 29              |
| Cina        | Zhang Shuai              | 32      | 30              |
| Croazia     | Ana Konjuh               | 33      | 31              |
| Croazia     | Mirjana Lučić-Baroni     | 34      | 32              |
| Russia      | Dar'ja Kasatkina         | 35      | 33              |

* Ranking al 27 febbraio 2017.

### Altre partecipanti
Le seguenti giocatrici hanno ricevuto una wild card per il tabellone principale:
- Jennifer Brady
- Danielle Collins
- Irina Falconi
- Kayla Day
- Nicole Gibbs
- Bethanie Mattek-Sands
- Taylor Townsend
- Donna Vekić

La seguente giocatrice è entrata in tabellone con il ranking protetto:
- Ajla Tomljanović

Le seguenti giocatrici sono entrate nel tabellone principale passando dalle qualificazioni:

- Mona Barthel
- Mariana Duque Mariño
- Anett Kontaveit
- Varvara Lepchenko
- Magda Linette
- Tatjana Maria
- Mandy Minella
- Risa Ozaki
- Peng Shuai
- Francesca Schiavone
- Sara Sorribes Tormo
- Patricia Maria Tig

La seguente giocatrice è entrata in tabellone come lucky loser:
- Evgenija Rodina

## Punti
| Torneo              | V    | F   | SF  | QF  | 4T  | 3T | 2T   | 1T   | Q    | Q2   | Q1   |
| Singolare maschile  | 1000 | 600 | 360 | 180 | 90  | 45 | 25*  | 10   | 16   | 8    | 0    |
| Doppio maschile     | 1000 | 600 | 360 | 180 | 90  | 0  | N.D. | N.D. | N.D. | N.D. | N.D. |
| Singolare femminile | 1000 | 650 | 390 | 215 | 120 | 65 | 35*  | 10   | 30   | 20   | 2    |
| Doppio femminile    | 1000 | 650 | 390 | 215 | 120 | 10 | N.D. | N.D. | N.D. | N.D. | N.D. |

* I giocatori con un bye ricevono i punti del primo turno.

## Montepremi
| Event               | V          | F        | SF       | QF       | 4T      | 3T      | 2T      | 1T      | Q2     | Q1     |
| Singolare maschile  | 1 175 505$ | 573 680$ | 287 515$ | 146 575$ | 77 265$ | 41 350$ | 22 325$ | 13 690$ | 4075 $ | 2085 $ |
| Singolare femminile | 1 175 505$ | 573 680$ | 287 515$ | 146 575$ | 77 265$ | 41 350$ | 22 325$ | 13 690$ | 4075 $ | 2085 $ |
| Doppio maschile     | 385 170$   | 187 970$ | 94 220$  | 48 010$  | 25 320$ | 13 550$ | N.D.    | N.D.    | N.D.   | N.D.   |
| Doppio femminile    | 385 170$   | 187 970$ | 94 220$  | 48 010$  | 25 320$ | 13 550$ | N.D.    | N.D.    | N.D.   | N.D.   |

## Campioni

### Singolare maschile
Roger Federer ha sconfitto in finale  Stan Wawrinka con il punteggio di 6-4, 7-5.
- È il novantesimo titolo in carriera per Federer, secondo della stagione e quinto a Indian Wells.

### Singolare femminile
Elena Vesnina ha sconfitto in finale  Svetlana Kuznecova con il punteggio di 6(6)–7, 7-5, 6-4.
- È il terzo titolo in carriera per Vesnina, il primo della stagione.

### Doppio maschile
Raven Klaasen /  Rajeev Ram hanno sconfitto in finale  Łukasz Kubot /  Marcelo Melo con il punteggio di 6(1)-7, 6-4, [10-8].

### Doppio femminile
Latisha Chan /  Martina Hingis hanno sconfitto in finale  Lucie Hradecká /  Kateřina Siniaková con il punteggio di 7–6(4), 6-2.